# Bischwihr
Bischwihr (deutsch Bischweier) ist eine französische Gemeinde mit 1192 Einwohnern (Stand 1. Januar 2022) im Département Haut-Rhin in der Region Grand Est (bis 2015 Elsass). Sie gehört zum Arrondissement Colmar-Ribeauvillé und zum Kanton Colmar-2.

## Geografie
Die Gemeinde liegt in der Oberrheinebene, etwa sechs Kilometer östlich von Colmar. Die Nachbargemeinden sind Fortschwihr, Holtzwihr, Wickerschwihr und Wihr-en-Plaine. Unmittelbar östlich der Ortschaft verläuft der kleine Fluss Blind, der teilweise die Grenze zu Fortschwihr bildet.

## Geschichte
Aus dem 12. Jahrhundert stammt eine erste Erwähnung unter dem Namen „Bischoveswilre“ – sozusagen der Weiler des Bischofs. Damals stand das Dorf unter der Herrschaft der Horburger und ging 1324 an die von Württemberg über. Anlässlich der Reformation wurde Bischweier im Jahr 1535 evangelisch. 1687 wurde das Elsass und somit auch Bischweier vom Deutschen Reich zu Frankreich geschlagen, blieb aber bis zur Französischen Revolution im Besitz der Württemberger. Der Augsburger Religionsfrieden galt in Frankreich nicht, und so wurde der Katholizismus im Dorf wieder erlaubt. Von 1871 bis zum Ende des Ersten Weltkrieges gehörte Bischweier als Teil des Reichslandes Elsaß-Lothringen zum Deutschen Reich und war dem Kreis Colmar im Bezirk Oberelsaß zugeordnet.

### Bevölkerungsentwicklung
| Jahr      | 1910 | 1962 | 1968 | 1975 | 1982 | 1990 | 1999 | 2007 | 2017 |
| --------- | ---- | ---- | ---- | ---- | ---- | ---- | ---- | ---- | ---- |
| Einwohner | 339  | 320  | 357  | 396  | 565  | 611  | 816  | 939  | 1039 |

## Wappen
Wappenbeschreibung: In Gold ein durchgehendes rotes Kreuz begleitet von schwarzen Löwen in den Winkeln.

## Kirchen
- Katholische Kirche aus dem Jahr 1852
- Evangelische Kirche aus dem Jahr 1853

Beide Kirchen haben je einen Friedhof.

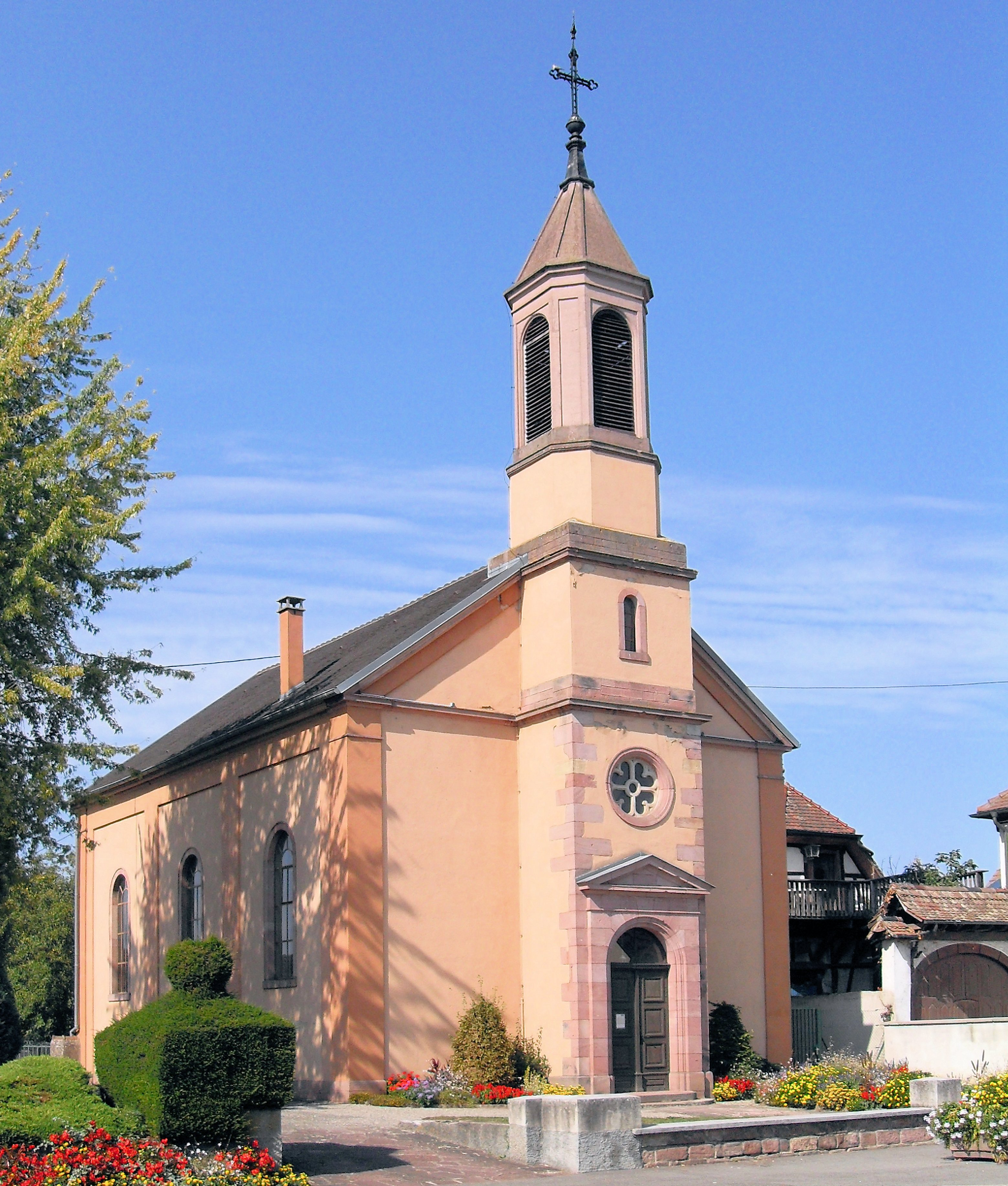
Evangelische Kirche
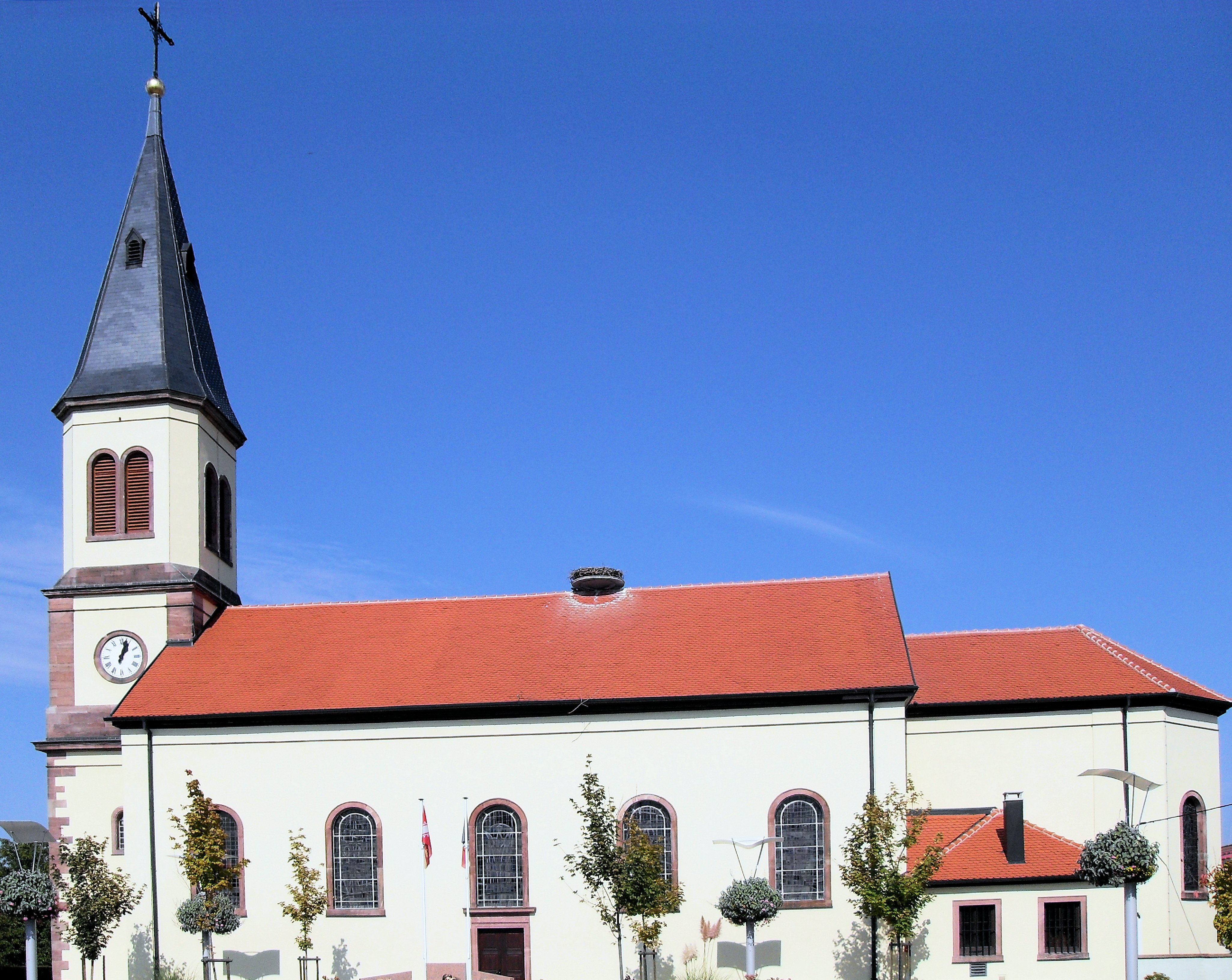
Katholische Kirche St. Josef

## Partnerschaften
Zusammen mit den Nachbargemeinden Holtzwihr, Riedwihr und Wickerschwihr unterhält Bischwihr freundschaftliche Beziehung zur deutschen Gemeinde Bahlingen am Kaiserstuhl.